# Palluau-sur-Indre
Palluau-sur-Indre település Franciaországban, Indre megyében. Lakosainak száma 789 fő (2022. január 1.). Palluau-sur-Indre Arpheuilles, Clion, Saint-Genou, Saint-Médard, Le Tranger és Villegouin községekkel határos.

## Népesség
A település népességének változása:
| Lakosok száma | 1154 | 1017 | 905  | 796  | 757  | 772  | 789  | 794  | 798  | 789  |
|               | 1968 | 1982 | 1990 | 2006 | 2013 | 2015 | 2017 | 2019 | 2020 | 2022 |